# Кинофестиваль в Жерармере 2007 года
XIV Международный фестиваль фантастических фильмов в Жерармере (фр. Festival de Gérardmer — Fantastic’Arts 14eme edition) проходил в департаменте Вогезы (Франция) с 31 января по 4 февраля 2007 года. Тема фестиваля этого года — «Игра отражения».

## Жюри
- Ирвин Кершнер — президент
- Лоран Баффье
- Ришар Боренже
- Шарлотта де Туркхайм
- Джули Дрейфус
- Леа Друкер
- Грэм Джойс
- Пьер-Поль Рендерс
- Эмиль Симон

## Лауреаты
- Гран-при — «Неуместный человек» (Den Brysomme Mannen aka Norway of Life — The Bothersome man), Норвегия, Исландия, 2006, режиссёр Йенс Лиен
- Приз жюри:
  - «Паршивая овца» (Black Sheep, Новая Зеландия, 2006, режиссёр Джонатан Кинг
  - «Фидо» (Fido), Канада, 2006, режиссёр Эндрю Керри
- Специальный приз за лучшую музыку к фильму — «Фидо» (Fido), Канада, 2006, режиссёр Эндрю Керри
- Приз критики — «Неуместный человек» (Den Brysomme Mannen aka Norway of Life — The Bothersome man), Норвегия, Исландия, 2006, режиссёр Йенс Лиен
- Приз зрительских симпатий «L’Est Républicain — La Liberté de l’Est»  — «Паршивая овца» (Black Sheep), Новая Зеландия, 2006, режиссёр Джонатан Кинг
- Приз жюри в разделе «научная фантастика»  — «Неуместный человек» (Den Brysomme Mannen aka Norway of Life — The Bothersome man), Норвегия, Исландия, 2006, режиссёр Йенс Лиен
- Приз молодёжного жюри — «Неуместный человек» (Den Brysomme Mannen aka Norway of Life — The Bothersome man), Норвегия, Исландия, 2006, режиссёр Йенс Лиен
- Приз лучшему фильму на видео «Inédits Vidéo»  — «Инопланетный апокалипсис» (Alien Apocalypse), США, 2005, режиссёр Джош Бекер